# Effetto McGurk
L'effetto McGurk è un fenomeno percettivo che dimostra un'interazione tra l'udito e la vista nel riconoscimento di una parola o di un singolo fonema. Questo suggerisce che il riconoscimento linguistico è un processo multimodale, cioè che coinvolge informazioni da più di una sorgente sensoriale. L'effetto McGurk è talvolta chiamato effetto McGurk-MacDonald, dato che è stato descritto per la prima volta nell'articolo di Harry McGurk e John MacDonald nel 1976.
Questo effetto può essere sperimentato quando un video che mostra la produzione di un fonema viene doppiato con il suono registrato di un altro fonema. Spesso il fonema percepito è una via di mezzo tra i due. Per esempio, un video che mostra /ga/ combinato con l'audio di /ba/ è spesso percepito come /da/. 
Questo effetto è molto robusto; la conoscenza della sua presenza sembra non aver quasi alcun effetto sulla sua percezione.
Lo studio dell'effetto McGurk è stato utilizzato per la produzione di programmi di riconoscimento vocale che fanno uso di una videocamera e di un software di lettura del labiale.
Uno studio del 2005 di Wareham e Wright ha mostrato come l'inconsistenza dell'informazione visiva può cambiare la percezione delle frasi ascoltate, suggerendo che l'effetto McGurk potrebbe avere grande influenza nelle percezioni della vita quotidiana.